# アフリカオープン・ポートルイス
アフリカオープン・ポートルイス(African Open Port Louis)はアフリカモーリシャスの国際柔道大会

## 来歴
IJFワールド柔道ツアーの一環として、グランドスラム、グランプリなどに次ぐ位置付けとなったコンチネンタルオープンのうちの1大会。なお、今大会は世界ランキング対象大会であるが、国際柔道連盟主催ではなく大陸連盟主催の大会であるため、ワールド柔道ツアーには含まれない。2013年からモーリシャスのポートルイスで新たに開催されることになった。

## 名称の変遷
アフリカオープン・ポートルイス African Open Port Louis(2013- )

## 優勝者

### 男子
| 年     | 60 kg級              | 66 kg級            | 73 kg級                      | 81 kg級                      | 90 kg級                | 100 kg級                   | 100 kg超級               |
| 2013年 | ダニエル・ルグランジ | レヴィス・キーブル | エマヌエル・ナルテイ         | ポール・キビカイ             | ザック・ピオンテック   | ドミニク・ドゥガッセ       | ゲーリー・ギヨーム       |
| 2014年 | レニン・プレシアード | フェティ・ヌリネ   | ニコラス・デルポポロ         | オーウェン・リブジー         | アンドリュー・バーンズ | リエス・ブヤクブ           | モハメド＝アミネ・タエブ |
| 2015年 | ベキール・オズル     | パトリック・ガグネ | アルトゥール・マルジュリドン | スルジャン・ムルバリエビッチ | ザック・ピオンテック   | ベンジャミン・フレッチャー | レナート・サイドフ       |

### 女子
| 年     | 48 kg級            | 52 kg級                        | 57 kg級                  | 63 kg級                  | 70 kg級            | 78 kg級                      | 78 kg超級          |
| 2013年 | タシアナ・リマ     | リサ・カーニー                 | チョウ・イン             | エスター・オーガスティン | 陳飛               | ディン・ユーピン             | リ・ヤン           |
| 2014年 | タシアナ・リマ     | クリスチャンヌ・ルジョンティル | ネコダ・スミス＝デイビス | スザンドラ・スゾゲディ   | リン・モッソン     | バネッサ・ンバラ＝アタンガナ | マルリン・ビベロス |
| 2015年 | イリーナ・ドルゴワ | ジャンナ・スタンケビッチ       | エミリー・アマロン       | エカテリーナ・バルコワ   | アッスマー・ニアン | ライア・タラルン             | ソニア・アッセラー |